# Departamento de Ciências Biológicas da Universidade Estadual de Feira de Santana
O Departamento de Ciências Biológicas da Universidade Estadual de Feira de Santana (DCBio) é um dos nove departamentos da Universidade Estadual de Feira de Santana (UEFS) e desenvolve atividades de ensino, pesquisa e extensão relacionadas com as áreas de biologia, ciências biomédicas, botânica, zoologia, ecologia e ciências agrárias. Foi um dos primeiros departamentos fundados na universidade.
Sob sua responsabilidade estão três cursos de graduação oferecidos regularmente pela UEFS: Licenciatura e Bacharelado em Ciências Biológicas e Bacharelado em Engenharia Agronômica. Em relação à pós-graduação stricto sensu, o DCBio oferta os Programas de Pós-graduação (mestrado e doutorado) em Recursos Genéticos Vegetais, em Botânica e em Biotecnologia e disponibiliza também o Mestrado em Zoologia, todos recomendados pela Coordenação de Aperfeiçoamento de Pessoal de Nível Superior (CAPES), com destaque ao Programa de Pós-graduação em Botânica com conceito 5 e os demais cursos com conceito 4 pela avaliação da CAPES apresentada no ano de 2014. O departamento também apresenta o curso de Especialização em Biologia Celular.